# Atzimba Landaverde
Atzimba Morelia Landaverde Moreno (ur. 22 grudnia 1999) – meksykańska zapaśniczka walcząca w stylu wolnym. Zajęła 23. miejsce na mistrzostwach świata w 2023 roku. 
Piąta na igrzyskach panamerykańskich w 2023. Brązowa medalistka mistrzostw panamerykańskich w 2022, a także igrzysk Ameryki Środkowej i Karaibów w 2023. Mistrzyni panamerykańska juniorów w 2018 roku.